# Marian Sârbu
Marian Sârbu (ur. 12 stycznia 1958 w miejscowości Budești) – rumuński polityk i działacz związkowy, były minister i deputowany oraz przewodniczący Narodowego Związku na rzecz Rozwoju Rumunii.

## Życiorys
W 1990 ukończył studia prawnicze, w 2006 uzyskał stopień naukowy doktora z zakresu zarządzania. Był etatowym działaczem związkowym, w latach 1990–1994 kierował Federacją Wolnych Związków Zawodowych Przemysłu Drzewnego. Od 1992 był jednocześnie wiceprzewodniczącym największej konfederacji związkowej CNSLR-Frăția.
W latach 1994–1996 pełnił obowiązki sekretarza stanu w ministerstwie pracy i ochrony socjalnej. Został członkiem Partii Socjaldemokracji w Rumunii, od 2001 działającej jako Partia Socjaldemokratyczna. Od 2006 do 2008 był wiceprzewodniczącym tego ugrupowania. W 1996 po raz pierwszy uzyskał mandat posła do Izby Deputowanych, zasiadał w niej nieprzerwanie przez cztery kadencje do 2012.
W 2000 objął stanowisko ministra pracy i ochrony socjalnej w rządzie Adriana Năstase. Pełnił tę funkcję do 2003, po czym przez rok w gabinecie tegoż premiera był ministrem delegowanym do spraw relacji z partnerami społecznymi. W 2008 ponownie objął resort pracy i ochrony socjalnej w ramach koalicyjnego rządu PDL i PSD, na czele którego stanął Emil Boc. Podał się jednak do dymisji w 2009 po zerwaniu koalicji przez socjaldemokratów. Wkrótce odszedł z PSD, dołączając do nowo powstałego Narodowego Związku na rzecz Rozwoju Rumunii. Objął funkcję przewodniczącego tego ugrupowania, pełniąc ją do 2012.
Po odejściu z parlamentu pozostał w administracji państwowej, do 2014 był wiceprezesem agencji kontroli finansowej. W tym samym roku został konsulem generalnym w Dubaju.